# Eladia Blázquez

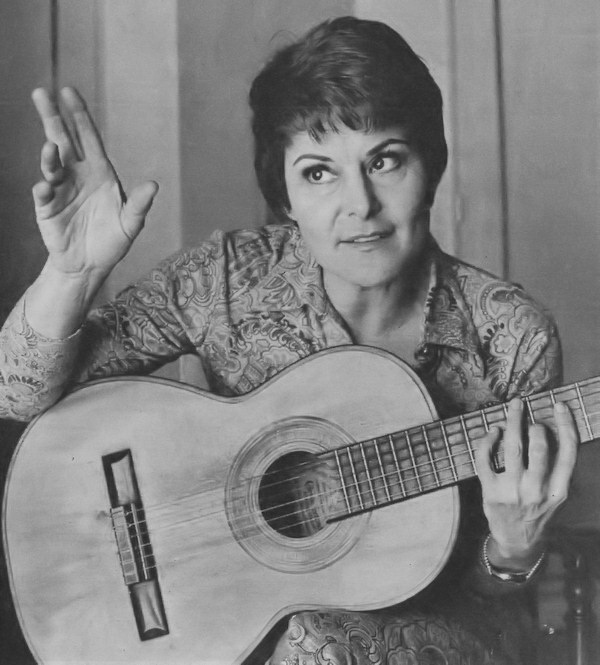
Eladia Blázquez

Eladia Blázquez (24 februari 1931 - 31 augustus 2005) is een Argentijns tango-dichteres, -pianiste, -gitariste, -componiste en -zangeres. Zij schreef ooit de woorden bij de wereldberoemde Ástor Piazzolla-compositie Adiós Nonino, een tango die overigens louter in instrumentale vorm wordt vertolkt. Een andere bekende compositie van haar hand is Sueño de Barrilete.
- Bibliothèque nationale de France: cb14156840t (data)
- Gemeinsame Normdatei: 135133513
- International Standard Name Identifier: 0000 0000 7971 863X
- MusicBrainz: 36399821-dd91-420f-b2d2-9caf4eee5000
- Système universitaire de documentation: 078011019
- Virtual International Authority File: 202149294306080521642